# 1562 Gondolatsch
Az 1562 Gondolatsch (ideiglenes jelöléssel 1943 EE) a Naprendszer kisbolygóövében található aszteroida. Karl Wilhelm Reinmuth fedezte fel 1943. március 9-én, Heidelbergben.